# Lawrence Joseph Henderson
Pour les articles homonymes, voir Henderson.
Lawrence Joseph Henderson, né le 3 juin 1878 à Lynn dans le Massachusetts et mort le 10 février 1942 à Cambridge, est un physiologiste, chimiste, biologiste, philosophe et sociologue américain. 
Son travail contribua à l'élaboration de l'équation de Henderson-Hasselbalch qui utilise le calcul du pH comme mesure de l'acidité.

## Biographie
Lawrence Henderson fut diplômé de l'université Harvard en 1898 et de l'Harvard Medical School en 1902.